# Эллеманн-Енсен, Якоб
Якоб Эллеманн-Енсен (дат. Jakob Ellemann-Jensen; род. 25 сентября 1973, Хёрсхольм, Фредериксборг) — датский политический и государственный деятель. В прошлом — лидер Либеральной партии Дании («Венстре») (2019—2023), вице-премьер Дании (2022—2023), министр экономики Дании (2023), министр обороны Дании (2022—2023), министр охраны окружающей среды и по вопросам продовольствия Дании (2018—2019), депутат фолькетинга (2011—2023).

## Биография
Родился 25 сентября 1973 года в Хёрсхольме. Отец — политик Уффе Эллеманн-Енсен, который был министром иностранных дел в 1982—1993 годах и лидером Либеральной партии Дании («Венстре») в 1984—1998 годах. Мать — журналист, главный редактор Алиса Вестергор. Его сводной сестрой является политик Карен Эллеманн, занимавшая различные министерские посты в 2009—2011 и 2015—2018 годах и назначенная генеральным секретарём Совета министров Северных стран с января 2023 года.
В 1992 году окончил частную школу имени Натали Сале в Копенгагене. В 1999 году получил степень бакалавра права (HA (jur.)) в Копенгагенской школе бизнеса, в 2002 году там же — степень магистра права (Cand.merc.jur.).
В 1992 году призван в армию и зачислен в Королевскую лейб-гвардию. В 1993 году окончил школу сержантов в Сённерборге, получил звание сержанта. В 1994 году прошёл курс подготовки офицеров запаса, получил звание лейтенанта и зачислен в Зеландский лейб-полк. В 1996—1999 годах — старший лейтенант запаса Датской интернациональной бригады. В 1999–2000 годах — капитан датского батальона в Боснии и Герцеговине. С 2000 года — офицер запаса. 
В 2000—2002 годах работал юридическим консультантом в PwC Consulting, в 2002—2005 годах — юристом в IBM Danmark, где в 2005—2007 годах возглавлял отдел договоров и переговоров. В 2007—2011 годах работал корпоративным юристом в GN Store Nord.
По результатам парламентских выборов 2011 года впервые избран депутатом фолькетинга, получив в округе Фюн 7786 голосов. Переизбран на выборах 2015 года в округе Восточная Ютландия, получил 8678 голосов. Переизбран на выборах 2019 года, получил 19 388 голосов.  Переизбран на выборах 2022 года.
После отставки министра охраны окружающей среды и по вопросам продовольствия Эсбен Лунде Ларсена, 2 мая 2018 года занял его должность в правительстве Ларса Лёкке Расмуссена. Занимал должность до формирования первого правительства Метте Фредериксен 27 июня 2019 года.
После отставки Ларса Лёкке Расмуссена из-за поражения партии на выборах 2019 года, 21 сентября 2019 года избран новым председателем Либеральной партии Дании («Венстре»). В 2019—2020 годах возглавлял фракцию в парламенте.
С 2021 года — член правления Национального банка Дании.
15 декабря 2022 года назначен вице-премьером и министром обороны Дании во втором правительстве Метте Фредериксен, сформированном по результатам выборов 1 ноября. 6 февраля 2023 года ушёл в бессрочный отпуск по состоянию здоровья. Обязанности министра обороны исполнял министр экономики Троэльс Лунд Поульсен. 1 августа вернулся к работе. 22 августа поменял свою должность на пост министра экономики, посчитав работу министром обороны слишком обременительной и отнимающей много времени в сочетании с руководством партией.
23 октября 2023 года объявил об немедленном уходе из политики. Его обязанности в правительстве перешли временно к Троэльсу Лунду Поульсену.

## Личная жизнь
Женат. Жена — Анна-Мари Прейслер (Anne Marie Preisler). Отец троих детей.